# Moramidintermediat
Moramidintermediat, (2,2-difenyl-3-metyl-4-morfolinosmörsyra) är ett morfinderivat.
Substansen är narkotikaklassad och ingår i förteckningen N I i 1961 års allmänna narkotikakonvention, samt i förteckning II i Sverige.
Moramidintermediat skiljer sig från det likaledes narkotikaklassade moramid (som förekommer som stereoisomererna dextromoramid och levomoramid samt racematet racemoramid) genom att ha en hydroxigrupp istället för en pyrrolidingrupp, vilket gör det till en karboxylsyra istället för en amid.